# Вальдано, Хорхе
Хо́рхе Альбе́рто Франси́ско Вальда́но Кастелья́нос (исп. Jorge Alberto Francisco Valdano Castellanos; род. 4 октября 1955[…], Лас-Парехас, Санта-Фе) — аргентинский футболист, нападающий. Участник двух чемпионатов мира. Чемпион мира 1986.

## Карьера
Вальдано ещё в юношеском возрасте был замечен представителями команды «Ньюэллс Олд Бойз» на одном из турниров. За основной состав команды Хорхе дебютировал в неполные 17 лет. С ранних лет его отличали умение хорошо бить с обеих ног, играть головой, а также способность занять любую позицию в нападении, а при необходимости — и в полузащите. Кроме того, нападающий не был склонен к индивидуализму и отличался командной игрой. С его помощью клуб в 1974 году выиграл свой первый чемпионский титул.
В 1975 году Вальдано перебрался в Европу, где начал выступать за клуб Второго дивизиона «Алавес». Несмотря на то, что аргентинец достаточно быстро стал лучшим бомбардиром команды и любимцем болельщиков, заработать повышение в классе «Алавесу» за четыре года так и не удалось. В результате, в 1979 году, в возрасте 24 лет, Вальдано перебрался в клуб Примеры «Реал Сарагоса». Команда не претендовала на высокие места, но ежегодно успешно боролась за сохранение места в элите испанского футбола. Наиболее удачным как для клуба, так и для аргентинца оказался сезон 1982/83, в котором «Сарагоса» финишировала шестой, а Хорхе с 16 голами вошёл в пятёрку лучших бомбардиров чемпионата.
Яркая игра Вальдано позволила ему перейти в «Реал Мадрид» в 1984 году. По итогам первого же сезона аргентинец стал лучшим бомбардиром команды. После того как состав мадридцев пополнил мексиканец Уго Санчес в команде сложилась яркая атакующая тройка, в которую помимо Вальдано и Санчеса также вошёл Эмилио Бутрагеньо. Игра атакующего трио позволила команде в 1986 году выиграть первый за пять лет чемпионский титул, а через год — успешно его защитить (всего «Реал» выиграл пять чемпионатов подряд). Помимо этого «Реал Мадрид» сумел выиграть два Кубка УЕФА, а Вальдано забивал в финале каждого из них. Несмотря на успешную игру, в 1987 году Хорхе Вальдано принял решение завершить игровую карьеру.
С 1975 года Вальдано также выступал в составе сборной Аргентины, дебютировав за неё в 19-летнем возрасте. В 1978 году он был одним из кандидатов на участие в домашнем чемпионате мира, однако главный тренер Сесар Луис Менотти не включил его в окончательную заявку на турнир. Через четыре года, на чемпионат мира в Испанию Хорхе ехал в качестве одного из основных атакующих футболистов аргентинской сборной, однако уже во втором матче против сборной Венгрии он получил травму и был вынужден закончить выступление на турнире, а аргентинцы в итоге не смогли отстоять титул. Звёздным часом для Вальдано в сборной стал мексиканский чемпионат мира, который завершился триумфом сборной Аргентины. Нападающий принял участие во всех семи матчах турнира и забил четыре гола, наиболее важным из которых стал гол в ворота сборной ФРГ в финальном матче. Всего в составе сборной Вальдано провёл 22 матча и забил 11 голов. Небольшое количество матчей за сборную у Вальдано объясняется высокой конкуренцией, а также тем фактом, что большую часть карьеры нападающий провёл в Европе, зачастую пропуская товарищеские матчи команды, а также матчи, не имеющие большого турнирного значения.
Будучи футболистом, Вальдано окончил тренерские курсы, а потому вскоре после завершения игровой карьеры стал тренировать юношескую команду «Реала». В 1991 году он начал самостоятельную тренерскую карьеру, возглавив клуб «Тенерифе». В заключительных турах чемпионата Испании сезонов 1991/92 и 1992/93 возглавляемый Вальдано «Тенерифе» дважды обыгрывал лидера чемпионата мадридский «Реал», из-за чего титул оба раза доставался «Барселоне». По итогам сезона 1992/93 клуб с Канарских островов занял 5-е место в чемпионате Испании и впервые получил возможность сыграть в еврокубках. Благодаря этому успеху Вальдано получил предложение стать главным тренером мадридского «Реала». Под руководством Вальдано «Реал» сумел завоевать первый за пять лет чемпионский титул, прервав гегемонию «Барселоны». Однако в следующем сезоне мадридцы заняли в чемпионате лишь 6-е место, после чего Вальдано был уволен. Благодаря аргентинскому специалисту состав «Реала» пополнил Фернандо Редондо, дебютировали Рауль и Гути. Впоследствии в честь своего первого тренера в мадридском клубе и первооткрывателя Рауль назвал своего первого ребёнка — Хорхе.
Последней командой в тренерской карьере Вальдано была «Валенсия», с которой он в 1997 году занял 10-е место в турнирной таблице. После этого аргентинец решил не возвращаться к тренерской работе.
В 1998 году он занял должность генерального директора в мадридском «Реале», однако 25 мая 2011 году покинул пост. По официальной версии — из-за изменений в организационной структуре клуба, а по неофициальной — в связи с конфликтом с главным тренером Жозе Моуринью.
Помимо этого, Вальдано имеет опыт работы комментатором и футбольным экспертом на телевидении.
Хорхе Вальдано написал книгу «Мечты о футболе» (исп. Sueños de fútbol), а также выступил редактором сборника «Футбольные рассказы» (исп.  Cuentos de fútbol).

## Достижения

### Как игрок
- Чемпион Аргентины: 1974
- Обладатель Кубка испанской лиги: 1985
- Обладатель Кубка УЕФА: 1985, 1986
- Чемпион Испании: 1986, 1987, 1988
- Чемпион мира: 1986

### Как тренер
- Чемпион Испании: 1995

### Личные
- Лучший легионер чемпионата Испании: 1985/86